# 留楚排干
留楚排干，位于中华人民共和国河北省中部滹沱河和滏阳河之间的一条排涝干渠，系1965年在滹沱河故道基础上开挖而成。上游也称沱阳河，起自饶阳县西部王同岳镇李家庄村京堂分干下口，向东流至杨君道村西北转东南流，于留楚乡大邵村西北转东流，于东九吉村以西再转东南流，进入武强县境，于武强县北代乡王沙洼村以南转东北流，自朱家庄村北起成为武强县与献县之间的界河，于武强县武强镇庞疃村与献县小平王乡双村之间汇入滏阳河。渠长44.2千米，汇流面积1032平方千米，排水能力40~120立方米每秒。